# Spanien vid världsmästerskapen i friidrott 2023
Spanien tävlade vid världsmästerskapen i friidrott 2023 i Budapest i Ungern mellan den 19 och 27 augusti 2023.

## Medaljörer
| Medalj | Namn          | Gren                        | Datum      |
| ------ | ------------- | --------------------------- | ---------- |
| Guld   | Álvaro Martín | Herrarnas 20 kilometer gång | 19 augusti |
| Guld   | María Pérez   | Damernas 20 kilometer gång  | 20 augusti |
| Guld   | Álvaro Martín | Herrarnas 35 kilometer gång | 24 augusti |
| Guld   | María Pérez   | Damernas 35 kilometer gång  | 24 augusti |
| Silver | Mohamed Katir | Herrarnas 5 000 meter       | 27 augusti |

## Resultat
Spaniens trupp bestod av 58 idrottare.

### Herrar
Gång- och löpgrenar
| Idrottare                                            | Gren                  | Försöksheat  | Försöksheat | Semifinal        | Semifinal        | Final            | Final            |
| Idrottare                                            | Gren                  | Resultat     | Placering   | Resultat         | Placering        | Resultat         | Placering        |
| ---------------------------------------------------- | --------------------- | ------------ | ----------- | ---------------- | ---------------- | ---------------- | ---------------- |
| Mohammed Attaoui                                     | 800 meter             | 1.46,65      | 3 Q         | 1.44,35 0PB0     | 5                | Gick inte vidare | Gick inte vidare |
| Adrián Ben                                           | 800 meter             | 1.45,37      | 1 Q         | 1.43,92 0PB0     | 2 Q              | 1.44,91          | 4                |
| Saúl Ordóñez                                         | 800 meter             | 1.47,97      | 3 Q         | 1.44,74          | 3                | Gick inte vidare | Gick inte vidare |
| Mario García                                         | 1 500 meter           | 3.46,77      | 1 Q         | 3.35,26          | 4 Q              | 3.30,26          | 6                |
| Adel Mechaal                                         | 1 500 meter           | 3.34,35      | 4 Q         | 3.33,33          | 9                | Gick inte vidare | Gick inte vidare |
| Mohamed Katir                                        | 1 500 meter           | 3.34,34      | 2 Q         | 3.33,56          | 10               | Gick inte vidare | Gick inte vidare |
| Mohamed Katir                                        | 5 000 meter           | 13.35,90     | 1 Q         | —                | —                | 13.11,44         | 2                |
| Thierry Ndikumwenayo                                 | 5 000 meter           | 13.34,03     | 9           | —                | —                | Gick inte vidare | Gick inte vidare |
| Ouassim Oumaiz                                       | 5 000 meter           | 13.36,35     | 4 Q         | —                | —                | 13.31,99         | 16               |
| Ibrahim Chakir                                       | Maraton               | —            | —           | —                | —                | 2:13.44          | 24               |
| Ayad Lamdassem                                       | Maraton               | —            | —           | —                | —                | 2:12.59          | 22               |
| Tariku Novales                                       | Maraton               | —            | —           | —                | —                | 2:12.39 0SB0     | 21               |
| Enrique Llopis                                       | 110 meter häck        | 13,33 0SB0   | 2 Q         | 13,30 0=PB0      | 3                | Gick inte vidare | Gick inte vidare |
| Sergio Fernández                                     | 400 meter häck        | 49,26        | 5           | Gick inte vidare | Gick inte vidare | Gick inte vidare | Gick inte vidare |
| Daniel Arce                                          | 3 000 meter hinder    | 8.20,46      | 4 Q         | —                | —                | 8.18,31          | 9                |
| Víctor Ruiz                                          | 3 000 meter hinder    | 8.20,54      | 6           | —                | —                | Gick inte vidare | Gick inte vidare |
| Alberto Amezcua                                      | 20 kilometer gång     | —            | —           | —                | —                | 1:19.28 0PB0     | 13               |
| Diego García                                         | 20 kilometer gång     | —            | —           | —                | —                | 1:25.12          | 39               |
| Álvaro Martín                                        | 20 kilometer gång     | —            | —           | —                | —                | 1:17.32 0VB0     | 1                |
| Álvaro Martín                                        | 35 kilometer gång     | —            | —           | —                | —                | 2:24.30 0NR0     | 1                |
| Miguel Ángel López                                   | 35 kilometer gång     | —            | —           | —                | —                | 2:29.32          | 12               |
| Marc Tur                                             | 35 kilometer gång     | —            | —           | —                | —                | 2:36.04          | 22               |
| Iñaki Cañal Bernat Erta Samuel García Óscar Husillos | 4 × 400 meter stafett | 3.02,64 0SB0 | 8           | —                | —                | Gick inte vidare | Gick inte vidare |

Teknikgrenar
| Idrottare     | Gren      | Kval    | Kval      | Final            | Final            |
| Idrottare     | Gren      | Distans | Placering | Distans          | Placering        |
| ------------- | --------- | ------- | --------- | ---------------- | ---------------- |
| Jaime Guerra  | Längdhopp | 7,35    | 35        | Gick inte vidare | Gick inte vidare |
| Yasiel Sotero | Diskus    | 55,89   | 34        | Gick inte vidare | Gick inte vidare |

### Damer
Gång- och löpgrenar
| Jaël Bestué                                               | 100 meter             | 11,28        | 3 Q | 11,25            | 7                | Gick inte vidare | Gick inte vidare |                  |                  |
| Jaël Bestué                                               | 200 meter             | 22,58        | 3 Q | 22,60            | 5                | Gick inte vidare | Gick inte vidare |                  |                  |
| Daniela García                                            | 800 meter             | 2.00,92      | 7   | Gick inte vidare | Gick inte vidare | Gick inte vidare | Gick inte vidare |                  |                  |
| Lorea Ibarzabal                                           | 800 meter             | 2.06,33      | 7   | Gick inte vidare | Gick inte vidare | Gick inte vidare | Gick inte vidare |                  |                  |
| Lorena Martín                                             | 800 meter             | 2.01,25      | 5   | Gick inte vidare | Gick inte vidare | Gick inte vidare | Gick inte vidare |                  |                  |
| Esther Guerrero                                           | 1 500 meter           | 4.04,33      | 6 Q | 4.00,13 0PB0     | 10               | Gick inte vidare | Gick inte vidare | Gick inte vidare | Gick inte vidare |
| Águeda Marqués                                            | 1 500 meter           | 4.06,41      | 8   | Gick inte vidare | Gick inte vidare | Gick inte vidare | Gick inte vidare |                  |                  |
| Marta Pérez                                               | 1 500 meter           | 4.01,41 0SB0 | 5 Q | 4.02,96          | 7                | Gick inte vidare | Gick inte vidare | Gick inte vidare | Gick inte vidare |
| Marta Galimany                                            | Maraton               | —            | —   | —                | —                | 2:37.10 0SB0     | 38               |                  |                  |
| Fatima Ouhaddou                                           | Maraton               | —            | —   | —                | —                | 0DNF0            | 0DNF0            |                  |                  |
| Meritxell Soler                                           | Maraton               | —            | —   | —                | —                | 2:34.38          | 27               |                  |                  |
| Carolina Robles                                           | 3 000 meter hinder    | 9.34,41      | 8   | —                | —                | Gick inte vidare | Gick inte vidare |                  |                  |
| Irene Sánchez-Escribano                                   | 3 000 meter hinder    | 9.31,97      | 9   | —                | —                | Gick inte vidare | Gick inte vidare |                  |                  |
| Marta Serrano                                             | 3 000 meter hinder    | 9.31,82      | 9   | —                | —                | Gick inte vidare | Gick inte vidare |                  |                  |
| Antia Chamosa                                             | 20 kilometer gång     | —            | —   | —                | —                | 1:34.20          | 28               |                  |                  |
| María Pérez                                               | 20 kilometer gång     | —            | —   | —                | —                | 1:26.51          | 1                |                  |                  |
| María Pérez                                               | 35 kilometer gång     | —            | —   | —                | —                | 2:24.30 0NR0     | 1                |                  |                  |
| Raquel González                                           | 35 kilometer gång     | —            | —   | —                | —                | 2:51.53          | 13               |                  |                  |
| Cristina Montesinos                                       | 35 kilometer gång     | —            | —   | —                | —                | 2:45.42 0PB0     | 5                |                  |                  |
| Jaël Bestué Lucía Carrillo Carmen Marco Paula Sevilla     | 4 × 100 meter stafett | 42,96        | 11  | —                | —                | Gick inte vidare | Gick inte vidare |                  |                  |
| Laura Bueno Bárbara Camblor Herminia Parra Eva Santidrián | 4 × 400 meter stafett | 3.31,91      | 7   | —                | —                | Gick inte vidare | Gick inte vidare |                  |                  |

Teknikgrenar
| Idrottare     | Gren          | Kval    | Kval      | Final            | Final            |
| Idrottare     | Gren          | Distans | Placering | Distans          | Placering        |
| ------------- | ------------- | ------- | --------- | ---------------- | ---------------- |
| Fátima Diame  | Längdhopp     | 6,61    | 12 q      | 6,82 0=PB0       | 6                |
| Tessy Ebosele | Längdhopp     | 6,65    | 11 q      | 6,62             | 8                |
| María Vicente | Längdhopp     | 6,59    | 14        | Gick inte vidare | Gick inte vidare |
| María Vicente | Tresteg       | 14,13   | 13        | Gick inte vidare | Gick inte vidare |
| Laura Redondo | Släggkastning | 66,95   | 29        | Gick inte vidare | Gick inte vidare |